# Youth (Foxes)
Youth è un singolo della cantante britannica Foxes, pubblicato il 16 gennaio 2012.

## Descrizione
Youth è stata scritta in chiave di la maggiore (Ab Maj) con 128 BPM per minuto. Il 6 ottobre 2013 è stato ripubblicato dalla Sign of The Times come secondo estratto dall'album di debutto Glorious

## Tracce
7" (Regno Unito)
- Lato A

1. Youth – 4:19

- Lato B

1. Home – 3:39

Download digitale – 1ª versione
1. Youth – 4:21

Download digitale – 2ª versione
1. Youth – 4:21
2. Youth (Radio Edit) – 3:44
3. Youth (Breakage Remix) – 4:28
4. Youth (Seamus Haji Remix) – 6:37
5. Youth (Danny Howard Remix) – 5:09

Download digitale – The Remixes
1. Youth (Adventure Club Remix) – 3:59
2. Youth (Le Youth Remix) – 3:56
3. Youth (Jacob Liedholm Remix) – 5:30
4. Youth (Maze & Masters Remix) – 5:40

Download digitale – versione orchestrale
1. Youth (Orchestral Version) – 3:09

Download digitale – US Remixes
1. Youth (Disco Fries Remix) – 5:53
2. Youth (Liam Keegan Remix) – 5:51
3. Youth (Funk Generation Club Mix) – 5:52
4. Youth (Varsity Team Extended Mix) – 4:57

## Classifiche
| Classifica (2013)        | Posizione massima |
| ------------------------ | ----------------- |
| Belgio (Fiandre)         | 76                |
| Irlanda                  | 21                |
| Regno Unito              | 12                |
| Stati Uniti (dance club) | 1                 |